# Vilmos Zsigmond
Vilmos Zsigmond (Szeged, 16 de junio de 1930 - Big Sur, California, 1 de enero de 2016) fue un director de fotografía húngaro-estadounidense.  
En 2003, en una encuesta realizada por el International Cinematographers Guild colocó a Zsigmond entre los diez directores de fotografía más influyentes en la historia.

## Vida y carrera
Zsigmond nació en Szeged, Hungría, hijo de Bozena  (née Illichman), una administradora, y Vilmos Zsigmond, un jugador de fútbol y entrenador.

## Premios y nominaciones
Premios Óscar
| Año  | Categoría        | Película                            | Resultado |
| ---- | ---------------- | ----------------------------------- | --------- |
| 1978 | Mejor fotografía | Encuentros cercanos del tercer tipo | Ganador   |
| 1979 | Mejor fotografía | El cazador                          | Nominado  |
| 1985 | Mejor fotografía | The River                           | Nominado  |
| 2007 | Mejor fotografía | La dalia negra                      | Nominado  |